# Изреельская железная дорога
Изреельская железная дорога, или Железная дорога Долины (ивр. רכבת העמק‎, Ракевет ха-эмек; араб. خط سكك حديد مرج بن عامر‎) — историческая железнодорожная линия в Османской и британской Палестине, а также современная железная дорога, построенная в XXI веке. Она проходит вдоль Изреельской долины. Историческая линия являлась сегментом пути Хайфа-Даръа, которая сама являлась отрезком крупной Хиджазской железной дороги. Протяженность отрезка составляла 115 километров.
Линия Хайфа-Даръа была построена в начале XX века, и соединяла порт Хайфы с основной частью Хиджазской железной дороги Дамаск-Медина. Как и вся Хиджазская железная дорога, это была узкоколейная линия шириной 1,050 мм. Последней станцией пути в подмандатной Палестине была Эль-Хамма, сегодняшний Хамат-Гадер. Планирование и строительство заняло четыре года. Железная дорога была открыта 15 октября 1905 г. и действовала до 1948 года.
Масштабный проект по строительству железной дороги нового стандарта колеи из Хайфы в Бейт-Шеан по примерно тому же маршруту началось в 2011 году, и завершился в апреле 2016 года
Строительные работы начались в 2011 году и обошлись в четыре миллиарда шекелей.
Осенью 2016 года обновленная линия была запущена.

## История
План связать Хайфу с Дамаском железной дорогой возник в 60-х годах XIX-го века. Первые попытки проложить эту дорогу были предприняты в 1882 году, когда семья Сорсок из Бейрута, выкупившая к тому времени участки земли вдоль Изреельской долины, получила лицензию на строительство дороги. Однако из-за финансовых трудностей строительство дороги так и не началось, и время лицензии истекло.
В 1888 году новую лицензию получил Йосеф Элиас, христианин из Бейрута, который продал её Пиллингу из Лондона. Пиллинг основал компанию, зарегистрированную на Лондонской Бирже как Railway Syrian Ottoman. По первым планам, исходной точкой ветки в Дамаск был Акко, однако конечном варианте была выбрана Хайфа, несмотря на то, что Акко в то время являлся самым крупным городом в регионе, расположенный близко к сельскохозяйственным территориям и имевший выход к морю.
Хайфа в то время была небольшим городом, и доступ к ней был ограничен из-за болот на юге от Хайфы и реки Кишон на севере. Однако, как предусмотрели инженеры компании, для морских перевозок будут использоваться не парусные суда, а пароходы, для которых требовался новый порт, и ровный рельеф Хайфского берега подходил больше, чем скалистое побережье Акко.
Официальная церемония начала строительства железной дороги в Дамаск состоялась в 1892 году в Хайфе. Компания построила в Хайфе пирс, который принимал груз для строительства дороги.
Англичане, проложив первые девять километров путей, приостановили строительство из-за финансовых трудностей. В 1898 году была предпринята ещё одна попытка продолжить строительство, но и она оказалась неудачной. После этого судьба проекта зависела от Хиджазской железной дорогой и Османских властей.
1 мая 1900 года турецкий султан Абдул-Хамид II объявил о намерении проложить железную дорогу из Дамаска к святым местам на Аравийском Полуострове: Мекке и Медине. Дорога должна была не только помочь паломникам, но и усилить влияние Турции в регионе.
Заведовать строительством назначили инженера Генриха Майснера.
Стройматериалы и оборудование для прокладки дороги доставлялись через железную дорогу из Дамаска до Бейрута, но её пропускная способность оказалось недостаточной; более того, французская компания, содержавшая её, отменила 45 % скидку на перевозки грузов для больших компаний. Эти трудности вынудили турецкие власти найти другой выход к морю. Выбор пал на Хайфу. В 1901 году началось строительство железной дороги из Хайфы в город Даръа. Для доставки стройматериалов использовался Хайфский порт, укрупненный и усовершенствованный Майснером. Длина железной дороги — 161 километр от Хайфы до Даръа была на 100 км короче, чем аналогичная железная дорога Хайфа-Бейрут.
К 1904 году было завершено строительство участка Хайфа — Бейт-Шеан — Цемах. 15 октября 1905 года первый поезд прибыл из Хайфы в Дамаск. Это событие было увековечено установкой памятной мраморной доски, которая и сейчас находится на станции Хайфа-Мизрах; на ней высечены восхваления в адрес султана Абдула-Хамида II, инициатора строительства Хиджазской железной дороги.
После этого Хайфа стала второй по величине (после Дамаска) железнодорожной станцией, но практически первой по важности. Все стройматериалы, вагоны, локомотивы для Хиджазской дороги поставлялись через Хайфский порт на станцию Даръа, а оттуда на строительство основной Хиджазской магистрали. Дорога Дамаск-Медина, общей протяженностью в 1302 км, была открыта в 1908 году.
Инженер Майснер за свой вклад в строительство железной дороги получил титул «Паша».

## Исторические станции
- Станция Хайфa
- Станция Балад аш-Шейх
- Станция Нешер (завод)
- Станция Ягур
- Станция Эльрои
- Станция Кирьят-Харошет
- Станция Кфар-Иехошуа
- Станция Кфар-Барух
- Станция Афулa
- Станции Эйн-Харод
- Станции Тель-Йосеф
- Станция Шата
- Станция Ха-Саде
- Бейт-Шеан
- Станция Бейт-Йосеф
- Станция Гешер
- Станция Нахараим
- станция Аль-Даламия
- Станция Арлозоров
- Станции Река Иордан
- Станция Цемах
- Станция Аль-Хамма

- Карта (масштаб не соблюден) исторической дороги — станции отмечены черными кружками.
- Восточный железнодорожный вокзал Хайфы в 2006 году
- Пассажиры на вокзале Ягур (1939)
- Mаршрут обновленной железной дороги Изреельской долины.
- Станция Цемах в 2006 году
- Железнодорожная станция, Нешер
- Станция Кфар-Йехошуа, 2006
- Парк на железнодорожной линии в Афуле 2006

## Планы развития
Весной 2021 года был представлен проект «От залива до залива» по продлению железной дороги через Иорданию и Саудовскую Аравию. В названии подразумеваются Хайфский и Персидский заливы. Помимо существующего участка должны быть построены еще 300 км путей.